# جورج فلمینگ
جورج فلمینگ (انگلیسی: George Fleming; ۲۰ مهٔ ۱۸۶۹ – 1922) بازیکن فوتبال اهل پادشاهی متحد بریتانیای کبیر و ایرلند بود.
از باشگاه‌هایی که در آن بازی کرده‌است می‌توان به باشگاه فوتبال ولورهمپتون واندررز و باشگاه فوتبال لیورپول اشاره کرد.